# Castillo de Whittington

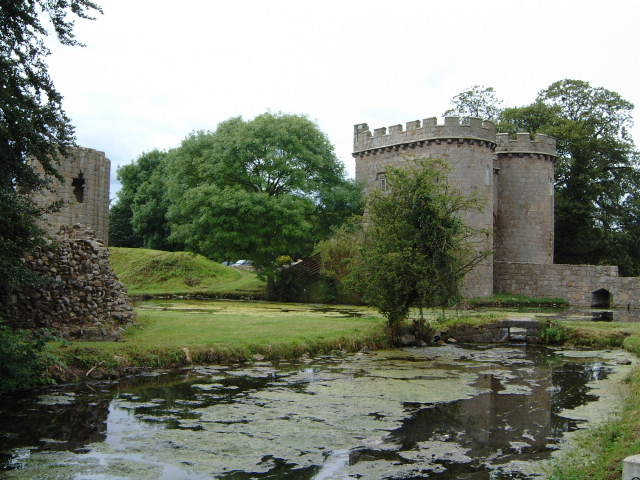
Vista de la entrada al castillo de Whittington.

El Castillo de Whittington es un Castillo situado al norte de Shropshire, Inglaterra, es propiedad de la Fundación para la conservación del Castillo de Whittington, que también lo administra. Originalmente el castillo era de tipo Motte and bailey, pero fue reemplazado en el siglo XIII por uno con edificios alrededor de un patio cuya muralla exterior era el muro cortina de la muralla interior. Como castillo de la Marca galesa, fue construido en la frontera de Gales e Inglaterra muy cerca del histórico fuerte de Old Oswestry.
El Castillo de Whittington es único debido a que es el único castillo británico que es propiedad y que está administrado por una comunidad de residentes locales. Hoy en día, es un castillo popular para el turismo debido a su atracción física. El castillo se encuentra en una finca de 49.00 m² en el pueblo de Whittington, en el distrito de Shropshire Norte, en el condado de Shropshire en Inglaterra.
En 2003, una investigación histórica y arqueológica llevada a cabo por Peter Brown y Peter King sacó a la luz que en el patio exterior del castillo hubo dos jardines y que en el siglo XIV el castillo estaba rodeado de agua. Este descubrimiento fue significante debido a que prueba el avanzado estado de los hábitos jardinísticos ingleses (en comparación con los franceses o los flamencos). El montículo de vigilancia que hay en el centro del castillo puede ser de los más antiguos descubiertos en Inglaterra.

## Historia

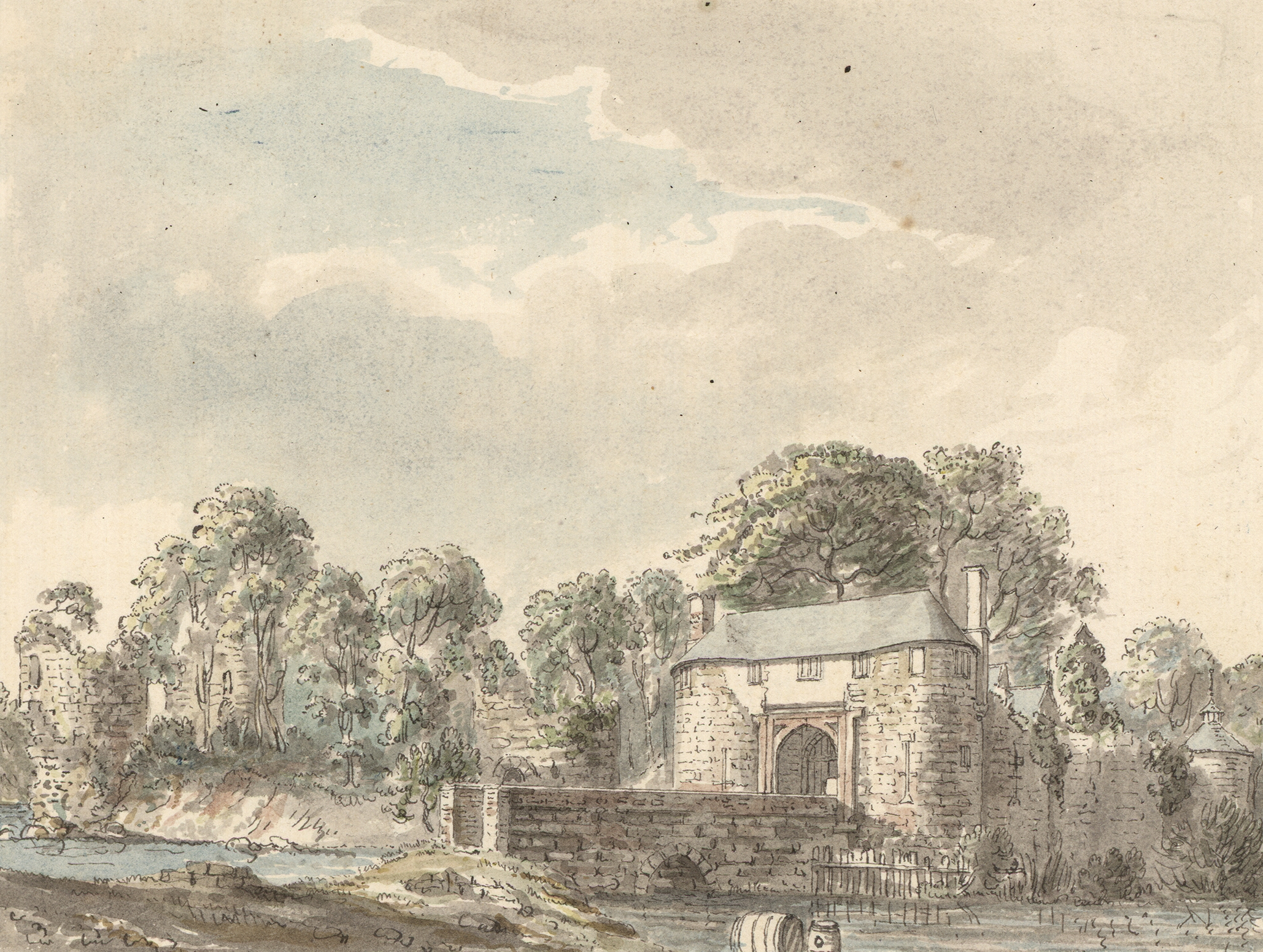
Whittington Castle c.1778

El Castillo está en la zona inglesa de Offa's Dyke, que en esa época era el límite entre la Inglaterra normanda y Gales. El Castillo de Whittington pudo haber sido en sus inicios un parador normando, aunque no hay pruebas de esto. Este lugar fue convertido en castillo por William Peverel en 1138, en favor de Matilde de Inglaterra, hija de Enrique I, y contra el Rey Esteban, sobrino de Enrique, y pretendiente al trono durante la Anarquía inglesa. A finales de la década de 1140, el señorío de Whittington, como los de Oswestry y Overton, pasó a manos de Inglaterra y a convertirse en parte del Reino de Powys y por lo tanto a formar parte del marquesado galés.
En 1165, Enrique II concedió el castillo a Roger de Powis, a quien dio fondos para que lo reparase, en 1173. A Roger se sucedió su hijo Meurig, y a este su hijo Werennoc. Sin embargo Fulk III Fitzwarine, reclamó el castillo, pero no fue reconocido hasta 1204, lo que le llevó a rebelarse contra el Rey Juan. Sin embargo fue perdonado por ello y se le concedieron el castillo y el señorío de Whittington, aunque no se le dio el Castillo de Overton. Desde entonces el castillo pasó a manos de la familia FitzWarin.
El castillo fue capturado y destruido por Llywelyn el Grande de Gwynedd en 1223. Fue devuelto tras el tratado de paz, y reconstruido en piedra, raamplazando la torre del homenaje por una muralla interior con edificios a lo largo de un muro cortina y cinco torres, encima de una elevación, y rodeado por un foso, detrás del cual hay una entrada o barbacana. Durante el siguiente medio siglo, el castillo se mantuvo como bastión para defender Shropshire de la ataques galeses, hasta la conquista de Gales por parte de Eduardo I de Inglaterra en 1283.
Después de la derrota de Llywelyn ap Gruffydd, el castillo se convirtió en una residencia señorial de la familia FitzWarin. Sin embargo, después de la muerte de Fulk VII en 1349, el castillo pasó por un largo periodo en que los señores eran casi siempre menores de edad y por lo general no iban al castillo. A pesar de esto se llevaron a cabo reformas en el castillo alrededor del año 1402.

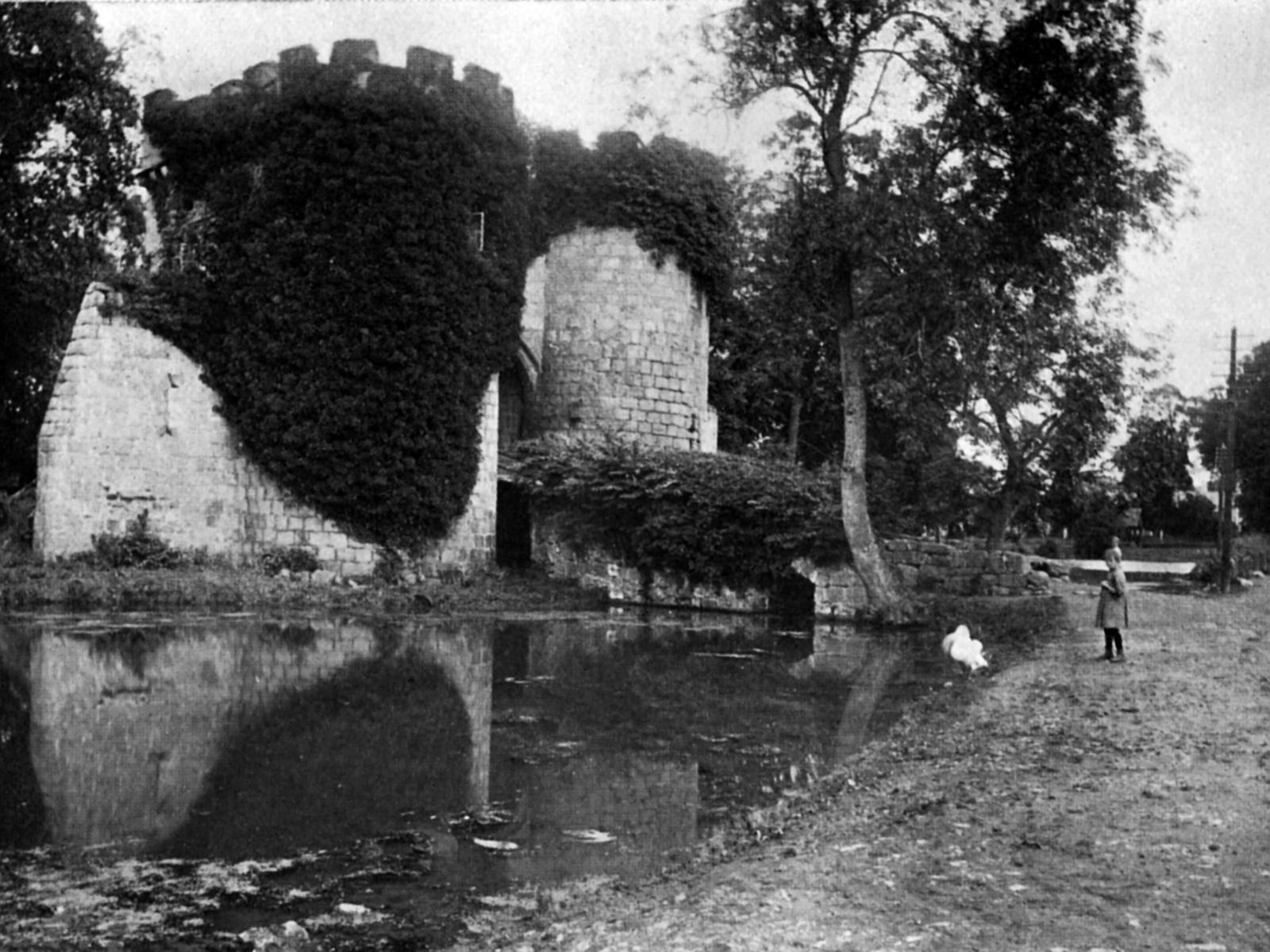
Fotografía del castillo antes de su restauración, 1910

Durante la minoría de edad de Fulk XI, el castillo fue ocupado por su madre y su nuevo esposo William Lord Clinton, durante este tiempo hubo una disputa con la gente de Oswestry debido a que habían cortado robles de sus bosques. En 1420 Fulk XI murió y el señorío paso a su hermana; en 1422 el castillo fue capturado por William Fitzwaryn (un primo que reclamaba el castillo como heredero) y Richard Laken, pero evidentemente se le devolvió a Lord Clinton. Su hija Thomasia se casó con William Bourchier lo que hizo que el título de los FitzWarin pasara a la familia Bourchier. Su nieto John Bourchier fue nombrado Conde de Bath, pero su hijo John Bourchier, 2.º Conde de Bath, intercambió el señorío y el castillo en 1545 con Enrique VIII, por las fincas de un antiguo monasterio cerca de la casa principal de la familia en Devon.
En la época del intercambio se realizó un detallado estudio del castillo. En este estudio se describen varias partes del mismo como en estado de “decadencia”. Probablemente nunca más se habitó el castillo. Pasó a través de varias manos a William Albano, un comerciante de Londres, pero él y sus descendientes (desde 1750 la familia LLoyd de Aston, cerca de Oswestry, que todavía posee el castillo) vivían en Fernhill Hall. El nieto de William, Francis Albano, se adeudó y vendió su bosque en Babbinswood a Arthur Kynaston de Shrewsbury, quien construyó una fundición en Fernhill, usando piedra del castillo. En la época de la Revolución inglesa, el castillo evidentemente no era defendible y no hay pruebas de que jugara ningún papel en esa guerra. Alrededor de 1760, una de las torres se cayó al foso. Esta y otras partes del castillo se usaron para hacer carreteras.